# Samoklęski Małe
Samoklęski Małe – wieś w Polsce położona w województwie kujawsko-pomorskim, w powiecie nakielskim, w gminie Szubin.

## Podział administracyjny
Do 1954 roku miejscowość była siedzibą gminy Samoklęski Małe. W latach 1975–1998 miejscowość administracyjnie należała do województwa bydgoskiego.

## Demografia
Według Narodowego Spisu Powszechnego (III 2011 r.) liczyła 141 mieszkańców. Jest 30. co do wielkości miejscowością gminy Szubin.

## Dawne cmentarze
Na terenie wsi zlokalizowane są 2 nieczynne cmentarze ewangelickie.